# Епархия Сан-Хосе-де-Антике

Провинция Антике (выделено красным)

Епархия Сан-Хосе-де-Антике (лат. Dioecesis Sancti Iosephi de Antiquonia) — епархия Римско-Католической церкви с центром в городе Сан-Хосе, Филиппины. Епархия Сан-Хосе-де-Антике распространяет свою юрисдикцию на провинцию Антике. Епархия Сан-Хосе-де-Антике входит в митрополию Харо. Кафедральным собором епархии Сан-Хосе-де-Антике является церковь святого Иосифа Труженика.

## История
24 марта 1962 года Римский папа Иоанн XXIII издал буллу Novae cuiusque, которой учредил территориальную прелатуру Сан-Хосе-де-Антике, выделив её из архиепархии Харо.
15 ноября 1982 года Римский папа Иоанн Павел II выпустил буллу Cum Decessores, которой преобразовал апостольскую прелатуру Сан-Хосе-де-Антике в епархию.

## Ординарии епархии
- епископ Cornelius de Wit (12.04.1962 — 9.08.1982);
- епископ Raul José Quimpo Martirez (5.01.1983 — 16.03.2002);
- епископ Romulo Tolentino de la Cruz (16.03.2002 — 14.05.2008) — назначен епископом Кидапавана;
- епископ Jose Romeo Orquejo Lazo (21.07.2009 — по настоящее время).

## Источник
- Annuario Pontificio, Libreria Editrice Vaticana, Città del Vaticano, 2003, ISBN 88-209-7422-3
- Булла Novae cuiusque, AAS 55 (1963), стр. 129  (лат.)
- Булла Cum Decessores, AAS 75 (1983) I, стр. 357]  (лат.)